# Station Świekatowo Wschodnie
Station Świekatowo Wschodnie is een spoorwegstation in de Poolse plaats Świekatowo.